# Séron
Séron é uma comuna francesa na região administrativa de Occitânia, no departamento dos Altos Pirenéus. Estende-se por uma área de 9,29 km². Em 2010 a comuna tinha 336 habitantes (densidade: 36,2 hab./km²).